# モンテ・ポルツィオ
モンテ・ポルツィオ（伊: Monte Porzio）は、イタリア共和国マルケ州ペーザロ・エ・ウルビーノ県にある、人口約2,800人の基礎自治体（コムーネ）。

## 地理

### 位置・広がり
ペーザロ・エ・ウルビーノ県のコムーネ。ウルビーノから東へ33km、ペーザロから南南東へ27kmの距離にある。

#### 隣接コムーネ
隣接するコムーネは以下の通り。括弧内のANはアンコーナ県所属を示す。
- コリナルド (AN)
- モンダーヴィオ
- サン・コスタンツォ
- テッレ・ロヴェレスケ
- トレカステッリ (AN)

### 気候分類・地震分類
モンテ・ポルツィオにおけるイタリアの気候分類 (it) および度日は、zona E, 2157 GGである。
また、イタリアの地震リスク階級 (it) では、zona 2 (sismicità media) に分類される。